# Alexander Jurjewitsch Kowalenko
Alexander Jurjewitsch Kowalenko (russisch Александр Юрьевич Коваленко, engl. Transkription Aleksandr Yuryevich Kovalenko; * 8. Mai 1963 in Bobruisk, Weißrussische SSR) ist ein ehemaliger russischer Dreispringer.

## Leben
Für die Sowjetunion startend belegte er bei den Leichtathletik-Weltmeisterschaften 1987 in Rom mit einer Weite von 17,38 m den vierten Platz im Dreisprung hinter Christo Markow, Mike Conley Sr. und Oleg Sakirkin. Der größte Erfolg seiner Karriere folgte bei den Olympischen Spielen 1988 in Seoul. Dort gewann Kowalenko mit einer Weite von 17,42 m die Bronzemedaille hinter Christo Markow (17,61 m) und Ihar Lapschyn (17,52 m).
Bei den Olympischen Spielen 1992 in Barcelona trat Kowalenko für das Vereinte Team an. Er sprang 17,06 m und belegte am Ende den siebten Rang.
Alexander Kowalenko ist 1,78 m groß und hatte ein Wettkampfgewicht von 80 kg. Er startete für den SKA Leningrad und den SKA Minsk. Er heiratete Tatjana Kasankina und wurde nach dem Ende seiner Sportlaufbahn Mathematikdozent an der St. Petersburger Universität.

## Bestleistungen
- Dreisprung: 17,77 m, 18. Juli 1987, Brjansk